# 少年・手塚治虫の宝塚
『少年・手塚治虫の宝塚〜漫画の神様、故郷に帰る〜』は、2016年1月1日（金曜） 19:00 - 19:55 （日本標準時）にサンテレビで放送されたドキュメンタリー番組である。

## 概要
兵庫県宝塚市で5歳から24歳までを過ごした手塚治虫の漫画家デビューから70年後となるこの年を記念して企画された特別番組。
番組は、里帰りをする生前の手塚に密着取材し、手塚ゆかりのある人物へ自らインタビューを行ったサンテレビの特別番組『ふるさと人間記 僕の宝塚 手塚治虫』（1981年作）の映像を、デジタルリマスタリングした上でノーカット放送した。さらに手塚をよく知る関係者へのインタビューも交え、手塚の少年時代・手塚のルーツを探るという内容で放送された。

## 出演者
- 手塚浩（治虫実弟）
- 手塚るみ子（治虫長女）

## ナレーター
- 榎木麻衣（サンテレビアナウンサー）
- 谷口英明（サンテレビアナウンサー） - 作品の朗読を担当。
- 木内亮（サンテレビアナウンサー） - 作品の朗読を担当。

## 制作スタッフ
- 天津悟（プロデューサー）
- 岩永茂彰（ラインプロデューサー）
- 斎藤万里絵（ディレクター）
- 中村英樹（CG）
- 北條宏哉（撮影）

## 制作協力
- 動画堂
- サン神戸映画社
- 宝塚市立手塚治虫記念館

## ネット局
（放送日はいづれも2016年）
- テレビ埼玉（3月5日）
- 鹿児島放送（3月6日）
- 京都放送（3月10日）
- 中京テレビ放送（3月12日）
- テレビ神奈川（3月13日）
- 秋田テレビ（同上）
- 青森朝日放送（3月25日）
- 長崎放送（3月26日）
- 東京メトロポリタンテレビジョン（4月3日）
- 北陸放送（4月8日）

1. ↑  番組公式サイトトップページより